# Vallis (site archéologique)
Vallis ou Vallitanus est un site archéologique tunisien occupé par l'actuelle localité de Sidi Medien. Il a été très peu exploré.

## Histoire

### Histoire antique
Le site est signalé par l'Itinéraire d'Antonin et sur la table de Peutinger.
Des inscriptions datées par Julien Poinssot évoquent un Municipium Vallitanum. Par la suite la cité devient une colonie.
La cité est le siège d'un diocèse jusqu'au VIIIIe siècle, dont quatre titulaires sont connus :
- Bonifatius (évêque donatiste fl. 314)
- Restitutus (évêque donatiste fl. 404)
- Bonifatius (évêque catholique fl. 411)
- Restitutus (évêque catholique fl. 525)

### Exploration archéologique
De nombreuses inscriptions romaines ont été découvertes sur le site. Charles-Joseph Tissot identifie et fouille le site en 1856.

## Site
Peu de vestiges ont été dégagés. Sont visibles surtout les ruines d'un théâtre romain.